# Gopāmau
Gopāmau är en ort i Indien.   Den ligger i distriktet Hardoi och delstaten Uttar Pradesh, i den norra delen av landet, 300 km öster om huvudstaden New Delhi. Gopāmau ligger 147 meter över havet och antalet invånare är 13 581.
Terrängen runt Gopāmau är mycket platt. Runt Gopāmau är det tätbefolkat, med 683 invånare per kvadratkilometer. Närmaste större samhälle är Pihāni, 12,4 km nordväst om Gopāmau. Trakten runt Gopāmau består till största delen av jordbruksmark.